# Seifen Haag

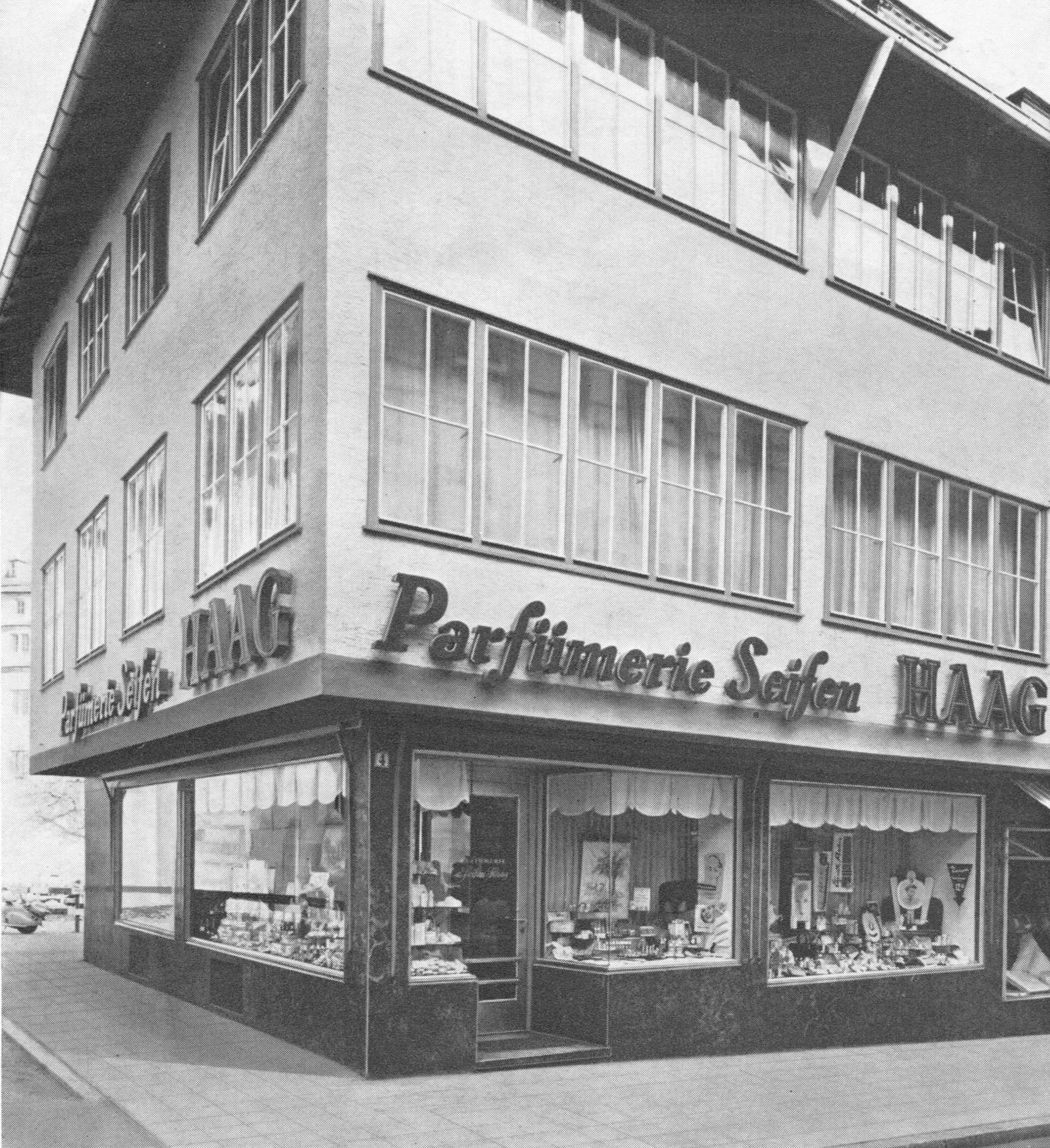
Stammhaus der Firma Seifen Haag um 1956, Stiftstraße 4 in Stuttgart

Die Firma Seifen Haag ist ein Seifenhersteller in Stuttgart-Feuerbach.

## Geschichte
Gegründet wurde das Unternehmen am 3. Juli 1756 von dem Seifensieder Johann Matthäas Haag (* 11. Januar 1728 in Neustadt an der Weinstraße † 9. April 1785 in Stuttgart) in Stuttgart. 1880 wurde Carl Friedrich Haag (4. Generation) von König Karl (Württemberg) und Königin Olga zum königlichen Hoflieferanten ernannt. Königin Olga erteilte den Auftrag zur Produktion einer Bitter-Mandel-Seife, ihrem Lieblingsduft. Der königliche Hof wurde zudem mit Talglichtern der Firma Seifen Haag beliefert. 1882 wird Carl Albert Haag geboren. 1903 reiste er nach Südamerika und Russland, um dort als technischer Leiter in den großen Seifenfabriken zu arbeiten. 1924 zurück in Stuttgart übernahm Carl Albert Haag in 5. Generation die Firma. Sein Sohn Carl Heinz Albert Haag wurde 1928 in Stuttgart geboren.

## Wiederaufbau
Das Stammhaus in der Kanzleistraße 12 in Stuttgart wurde 1944 bei einem Luftangriff vollständig zerstört. 1947 entstand am privaten Wohnhaus der Familie Haag in der Reinsburgstraße 8 eine neue Seifensiederei. Das Ladengeschäft wurde im Fürstenhof in der Marienstraße 7 in Stuttgart eröffnet. Fünf Jahre später zog die Firma Seifen Haag in einen Neubau in der Stiftstraße 4, in direkter Nachbarschaft zur Stiftskirche. 1956 – zur 200-Jahr-Feier – erhielt diese als Leihgabe den zweitältesten Zunftkelch der Seifensieder, mit der Plakette von Johann Matthäas Haag. Diese trägt die Inschrift "Beisitztmeister in Stuttgart 1772" und ist heute im Stadtmuseum Stuttgart ausgestellt. Zum Besuch von Elisabeth II. in Stuttgart am 24. Mai 1965 wurden Produkte der Firma Seifen Haag im Neuen Schloss ausgelegt. 1963 starb Carl Albert Haag im Alter von 81 Jahren. Seine Witwe Luise Haag und der Sohn Carl Heinz Albert übernahmen die Firmengeschäfte. Bis zum Tod von Carl Heinz Albert Haag am 26. Dezember 1999 bestand das Ladengeschäft in der Stiftstraße. Nach 244 Jahren schloss im Jahr 2000 die Firma Seifen Haag.

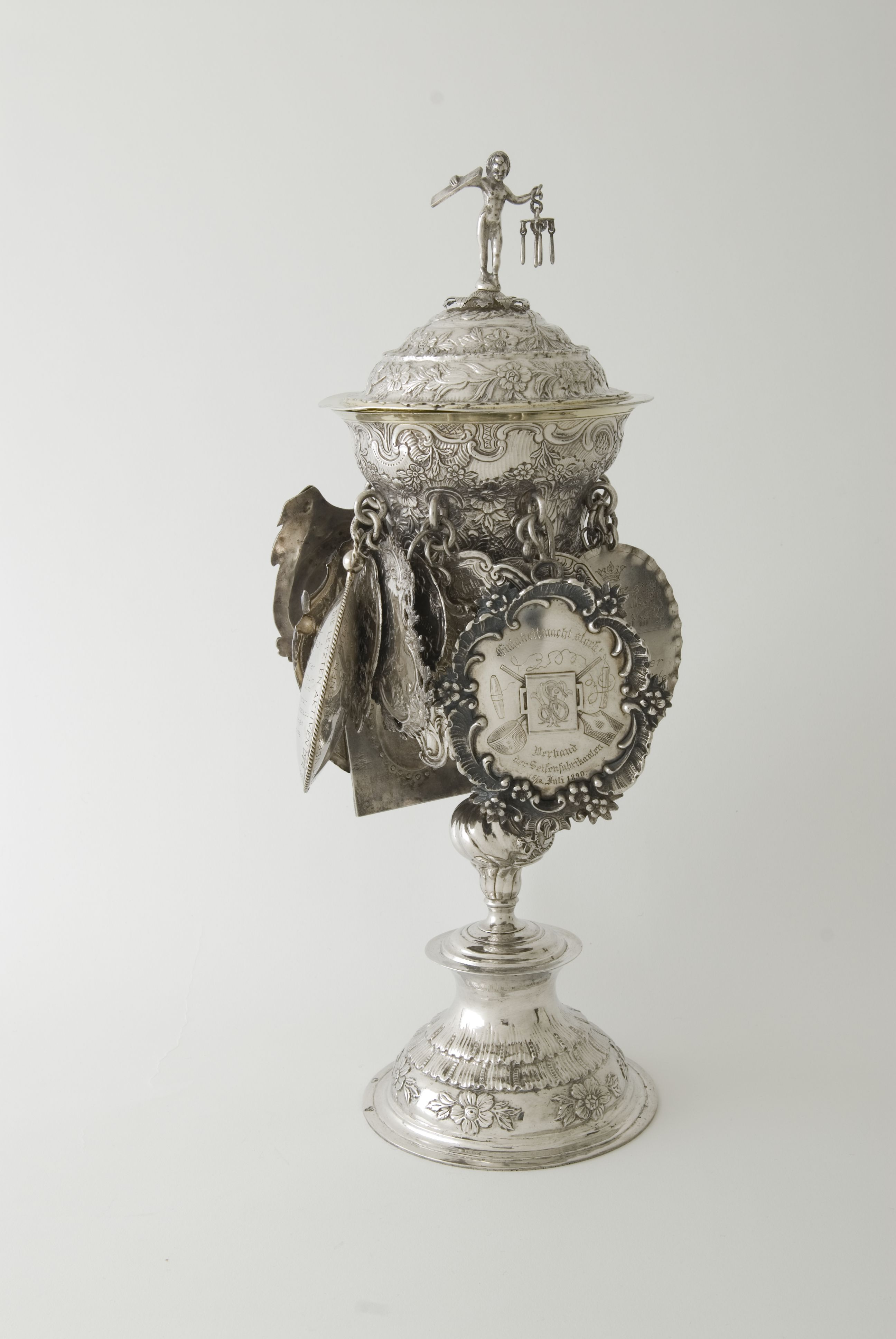
Zunftkelch der Seifensieder
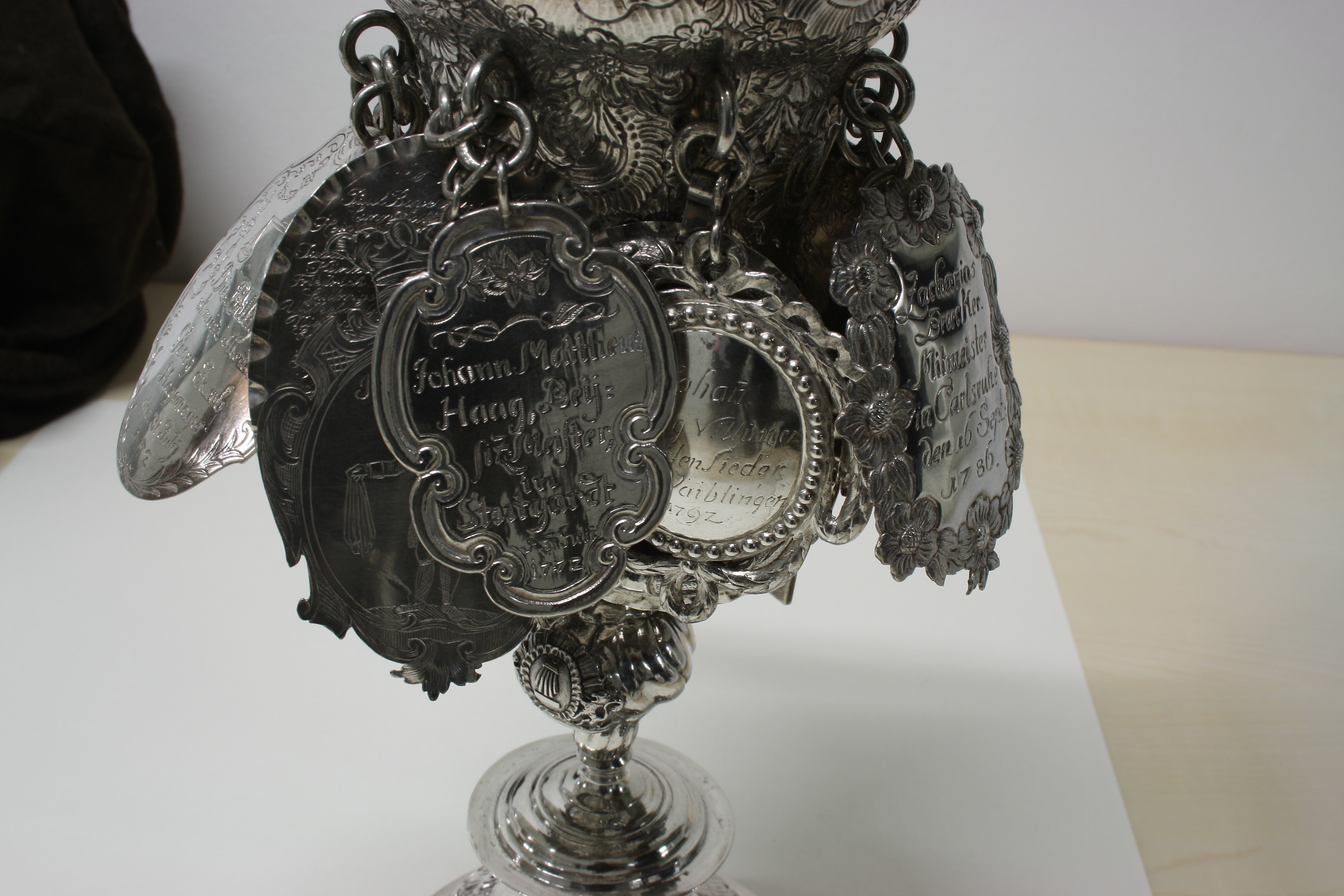
Plakette mit Inschrift "Johann Matthäas Haag Beisitzmeister in Stuttgart 1772"
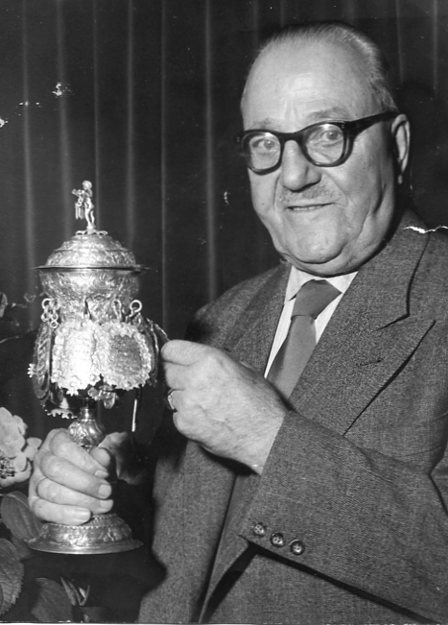
Carl Albert Haag mit dem Zunftkelch der Seifensieder zur 200 Jahrfeier der Firma Seifen Haag 1956

Am 1. Dezember 2017 eröffnete Matthias Haag, der Neffe des letzten Inhabers, mit seiner Frau Nicole Haag in Stuttgart-Feuerbach in 7. Generation die Seifenfabrik Haag. Dort werden wieder Seifen nach alter Familientradition in Handarbeit hergestellt.